# Madeline Brewer
Madeline Brewer (Pitman, 1 mei 1992) is een Amerikaans actrice.  Ze speelde onder andere in de Netflix televisieseries Orange Is the New Black en Hemlock Grove. Daarnaast vertolkte ze de rol van Janine Lindo in de Hulu televisieserie The Handmaid's Tale. Voor deze rol won ze een Primetime Emmy Award voor beste vrouwelijke bijrol in een dramaserie tijdens de 73e Primetime Emmy Awards.

## Vroegere leven
Brewer werd geboren op 1 mei 1992 en groeide op in Pitman in de Amerikaanse staat New Jersey. Ze is de dochter van acteurs en muzikanten Laurie en Mark Brewer. Op achtjarige leeftijd speelde Brewer een rol in A Christmas Carol. In 2009 volgde een rol in de highschool musical The Wiz als Dorothy Gale. Ze werd gekroond tot Miss Pitman in 2010 na haar laatste jaar aan de Pitman High School. Brewer studeerde af aan de American Musical and Dramatic Academy in New York.

## Biografie
Brewer maakte haar televisiedebuut in 2013 in de terugkerende rol van Tricia Miller in de Netflix serie Orange Is the New Black. Hierna volgde de eveneens terugkerende rol van Miranda Cates in de televisieserie Hemlock Grove op Netflix. In 2016 verscheen ze in Men Against Fire, een aflevering van de anthologieserie Black Mirror.
In 2017 maakte Brewer haar filmdebuut in Hedgehog, gevolgd door Flesh and Blood, Ook speelde ze de rol van Janine Lindo in de Hulu televisieserie The Handmaid's Tale. In 2021 kreeg Brewer voor deze rol in het vierde seizoen van The Handmaid's Tale een Primetime Emmy Award voor beste vrouwelijke bijrol in een dramaserie tijdens de 73e Primetime Emmy Awards.
Brewer had in 2018 hoofdrollen in de psychologische horrorfilms Braid en Cam. Dit werd opgevolgd met bijrollen in 2019 in de films Captive State en Hustlers. Daarnaast verscheen Brewer in de film Where Are You. In 2021 verscheen ze naast Keean Johnson in de romantische komediefilm The Ultimate Playlist of Noise van Hulu. Hetzelfde jaar had ze een rol in de bovennatuurlijke horrorfilm Separation en in 2022 in Space Oddity.
Naast haar acteercarrière, maakte Brewer in 2023 ook haar debuut in West End als Sally Bowles in de Londense productie van Cabaret in het Playhouse Theatre.

## Filmografie

### Films
| Jaar | Titel                          | Rol                  | Opmerkingen   |
| ---- | ------------------------------ | -------------------- | ------------- |
| 2017 | Hedgehog                       | Ali                  |               |
| 2017 | Flesh and Blood                | Maddy                |               |
| 2018 | Still                          | Lily                 |               |
| 2018 | Braid                          | Daphne Peters/moeder | [ 13 ]        |
| 2018 | Cam                            | Alice Ackerman/Lola  | [ 11 ] [ 12 ] |
| 2019 | Captive State                  | Rula                 |               |
| 2019 | Hustlers                       | Dawn                 |               |
| 2019 | Where Are You                  | Hannah/Kate          |               |
| 2021 | The Ultimate Playlist of Noise | Wendy                |               |
| 2021 | Separation                     | Samantha Nally       |               |
| 2022 | Space Oddity                   | Liz                  |               |
| 2022 | Pruning                        | Sami Geller          | Korte film    |

### Televisie
| Jaar      | Titel                   | Rol                                           | Extra                                                                                            |
| --------- | ----------------------- | --------------------------------------------- | ------------------------------------------------------------------------------------------------ |
| 2013      | Orange Is the New Black | Tricia Miller                                 | Terugkerende rol (seizoen 1), 7 afleveringen                                                     |
| 2014      | Stalker                 | Claudia Burke                                 | Alevering: "Crazy for You"                                                                       |
| 2014–2015 | Hemlock Grove           | Miranda Cates                                 | Terugkerende rol (seizoen 2–3), 10 afleveringen                                                  |
| 2015–2016 | Grimm                   | Billie Trump                                  | Afleveringen: "Wesen Nacht", "Eve of Destruction"                                                |
| 2016      | Black Mirror            | Hunter Raiman                                 | Afleveringen: "Men Against Fire"                                                                 |
| 2016      | The Deleted             | Agatha                                        | Webserie; hoofdrol                                                                               |
| 2017–2025 | The Handmaid's Tale     | Janine Lindo / Ofwarren / Ofdaniel / Ofhoward | Hoofdrol Nominatie – Primetime Emmy Award voor beste vrouwelijke bijrol in een dramaserie (2021) |
| 2020      | Acting for a Cause      | Claudius                                      | Aflevering: "Hamlet"                                                                             |
| 2022      | Shining Girls           | Klara Meiser                                  | 3 afleveringen                                                                                   |
| 2025      | You                     | Bronte / Louise Flannery                      | Hoofdrol (seizoen 5)                                                                             |

## Prijzen en nominaties
| Jaar | Prijs               | Categorie                | Film / Televisieserie | Uitslag  |
| ---- | ------------------- | ------------------------ | --------------------- | -------- |
| 2021 | Daytime Emmy Awards | beste vrouwelijke bijrol | The Handmaid's Tale   | Gewonnen |